# Арсени Йовков
Арсени (Арсений) Танасков Йовков с псевдоними Пейко Селички, Стар Чинар е български революционер, представител на левицата в македоно-одринското революционно движение в началото на XX век и публицист.

## Биография
Арсени Йовков е роден в 1882 година в Селци, тогава в Дебърската каза на Османската империя, днес в община Струга в Северна Македония. Той е син на Атанас (Танаско) Йовков (1851 - 11 ноември 1901) и Митра Попгеоргиева Кузманова, сестра на Войдан Чернодрински. Баща му се бори дълги години против местните бейове. Учи в Битолската българска класическа гимназия, където членува в революционен кръжок. В Битоля му преподават Гьорче Петров и Пере Тошев. В навечерието на Илинденското въстание бащата на Арсени Йовков загива в престрелка с турците. След като научава за смъртта на баща си Йовков се връща в Дебърско и влиза в македоно-одринското революционно движение. Участва в Илинденско-Пребраженското въстание като секретар на войводата Тасе Христов. Участва в боевете в Дебърца и Кара Осман. След като брат Нико Йовков загива в едно сражени, Арсени става войвода на неговата чета.
След погрома на въстанието се оттегля в Гърция, където е хвърлен в затвор в Лариса. Емигрира в Свободна България и се установява във Варна.
Участва в Балканските войни, като македоно-одрински опълченец. По време на Първата световна война е назначен за кмет на окупираната от българската армия Прищина (1917 – 1918).
След войните в 1920 година се установява в София. Основава Дебърското братство в София и го ръководи. Участва като делегат от Дебърското братство в обединителния конгрес на Македонската федеративна организация и Съюза на македонските емигрантски организации от януари 1923 година.
След 1921 година Арсени Йовков е един от ръководителите на Илинденската организация, основател и главен редактор (1921 – 1924) на вестник „Илинден“. Във вестника пише уводни статии и други материали, с които се обявява против подялбата на Македония. Добри публицистични произведения на Йовков са статиите му „Битоля умира“, „Има ли малцинства“ и „Илинденското въстание в историята“.
Противник на правителството на Стамболийски, Арсени Йовков се отнася положително към Майския манифест от 1924 година и идеята за сближение на Вътрешната македонска революционна организация с комунистическите сили. Пръв в България публикува манифеста. Един от авторите на Меморандума на Илинденската организация от 17 април 1924 година – протест срещу преследването на македонски дейци от правителството на Александър Цанков.
След убийството на Тодор Александров през 1924 година, напуска София и потегля за Македония, но е убит в Бараково от привърженици на Иван Михайлов по време на Горноджумайските събития по обвинение, че е участвал в заговора за убийството на Тодор Александров.

## Творчество
Автор е на поемите „Проклетина“ (1905), „Люлебургаз“ (1912), написана докато е още ученик в Битоля, „Гости“, „Илинден“, написана във Варна, и други, някои от които остават в ръкопис както и на „Ода за 1000-годишнината на Цар Борис“ (1907).
Йовков се изявява и като литературен критик и воюва срещу западноевропейския декаденс. Критикува съвременните българските поети, които „се тътрят след колесницата на западните модернисти“ и „се мъчат да пеят по французки, без да чувствуват нито по французки, нито даже по български“. Йовков смята, че в изкуството трябва да цари реализъм с национален творчески колорит и литературата трябва да е „отражение на действителния български живот“. Пише върху характера и развитието на българската народна песен. Превежда „Абидоската невеста“ и „Чайлд Харолд“ от Джордж Байрон. По въпроса с българския правопис Йовков е привърженик на фонетичния правопис.
През 1923 г. заедно с Георги Занков снимат документален филм, който се казва „Македония в снимки“, среща се и като „Македония“. Йовков публикува статия озаглавена „Българи в Македония“, поместена в бр. 1 на в-к „20 юли“ от 1924 г., като в нея повдига въпроса за народността на македонците и го решава с неопровержими доказателства в полза на българското племе.
Според Кръстьо Мисирков в друга своя статия, поместена във вестник „Пирин“, по същото време, Йовков твърди, че Македонски въпрос ще има дотогава, докато има българи и българско национално съзнание в Македония, както и че македонците трябва да бъдат по-големи българи от самите българи.